# Marc-Jean Ghyssels
Marc-Jean Ghyssels, né le 26 septembre 1962 à Berchem-Sainte-Agathe est un homme politique belge bruxellois, membre du Parti socialiste (PS) depuis 2001. Il a été bourgmestre de Forest de décembre 2012 à décembre 2018.
Fils d'ouvriers devenus patrons d'une petite entreprise, il est licencié en droit et avocat au Barreau de Bruxelles depuis 1987.

## Carrière politique
Étudiant en droit à Université libre de Bruxelles, il s'affilie au PRL en 1981, parrainé par Hervé Hasquin et Edouard Klein. À la suite des élections communales de 1988, il siège au Conseil communale de Forest et devient échevin en avril 1990. Il est alors l'un des plus jeunes échevins de Belgique (propriétés communales, urbanisme et environnement). En 2000, à la suite de divergences d'opinions avec la Bourgmestre MR Corinne De Permentier, il quitte le parti et fonde sa propre liste (Intérêts Forestois - IF). Il obtient trois sièges et se rallie au Parti socialiste, qui remporte les élections en 2001. Il participe à l'affrontement interne du PS forestois pour le poste de bourgmestre (Marie Arena et Grégor Chapelle étaient également candidats) et l'emporte. Il devient, en 2012, bourgmestre de Forest. À la suite des élections communales de 2018, Marc-Jean Ghyssels perd le mayorat au profit de Stéphane Roberti, tête de liste Ecolo, parti gagnant des élections. Il réalise néanmoins le premier score personnel en termes de voix de préférences, tous partis confondus. Le parti socialiste obtient 10 sièges et Ecolo 11, à 129 voix près. Marc-Jean Ghyssels reste conseiller communal et ne ménage pas ses efforts pour que le parti socialiste demeure dans la majorité.
Lors des élections régionales belges de 2014, il est élu député bruxellois avec 2252 voix de préférence. Durant son mandat, il siège au sein de la commission Affaires Intérieures et sera également nommé président la commission spéciale SIAMU.
Lors des élections régionales belges de 2019, il est réélu député bruxellois avec 3 199 voix. Il est membre effectif au sein des commissions Affaires Générales et Finances, Affaires Intérieures. Il est également membre suppléant de la commission Mobilité. Il est également nommé secrétaire et membre du Bureau.

## Évènements marquants de sa carrière politique
Marc-Jean Ghyssels apparait régulièrement dans la presse et sur les plateaux de télévision du fait tant de son expérience de bourgmestre et gestionnaire de crises, que de son franc-parler. Il n'hésite ainsi pas à se confronter à plusieurs reprises au Ministre de l'Intérieur, Jan Jambon (N-VA) quant à la gestion de la menace terroriste ou les conditions carcérales insalubres.

### Opération policière du 15 mars 2016 et menace terroriste à Bruxelles
Marc-Jean Ghyssels s’est fait connaître du grand public en novembre 2015 lorsqu'il pointe les incohérences de l'État fédéral dans la gestion de la menace terroriste et ses conséquences pour les pouvoirs locaux : « Comment l'Etat fédéral peut-il croire qu'il garde encore une ligne de crédit, qui plus est, après les déclarations à l'étranger d'un ministre des Affaires Etrangères pas très diplomate qui y annonce que la Belgique recherche activement dix djihadistes lourdement armés ».
Quelques mois plus tard, les télévisions du monde entier se tournent vers lui à la suite de l'opération policière du 15 mars 2016 à Forest, lorsqu’une cache abritant des terroristes islamistes a été découverte à Forest. Lors de la fusillade qui suivit l’arrivée des policiers sur place, deux personnes activement recherchées dans le cadre de l'enquête sur les attentats de Paris avaient réussi à prendre la fuite par les toits : Salah Abdeslam et Sofiane Ayari (alias Amine Choukri), dont les empreintes avaient été relevées dans une autre planque, à Auvelais, en région namuroise. Abdeslam et Ayari ont finalement été interceptés trois jours plus tard, le 18 mars 2016, lors d'une opération de police menée au domicile de la famille Aberkan, rue des Quatre Vents à Molenbeek-Saint-Jean, où ils se cachaient tous les deux. À la suite de l'arrestation de Salah Abdeslam, les propos du ministre de l'Intérieur, Jan Jambon, quant au déroulement de l'arrestation, indignent Marc-Jean Ghyssels qui rappelle aussitôt le travail fourni par l'ensemble des acteurs : "Le ministre de l'Intérieur insinue que Salah Abdeslam a été retrouvé par hasard, je trouve que c'est une insulte au travail policier quotidien. S'il a été retrouvé, c'est parce que des enquêteurs, notamment de la DR3 spécialisée en matière de terrorisme, ont fait un travail remarquable. Par contre, ce qui est vrai, c'est que le hasard fait que le jour de cette perquisition, dans une planque que l'on considère froide, la police tombe dessus. Mais l'étau se resserrait et les polices belges, fédérales et locales, ont bien travaillé, car il y a eu une collaboration avec la Sûreté".
À la suite de la fusillade du 15 mars 2016, Marc-Jean Ghyssels exprimera régulièrement en commission des Affaires Intérieures certaines réserves quant au plan Canal, lancé par le ministre de l'Intérieur. Il déplore au sein de ce plan que les bourgmestres et acteurs de terrain ne soient davantage impliqués.

### Conditions carcérales de la prison de Forest
Marc-Jean Ghyssels s'est aussi largement fait connaitre à la suite de ses propos et actions pour dénoncer les conditions carcérales des détenus incarcérés dans la prison de Forest.
À la suite d'entretiens avec des syndicats et des membres de la Commission de surveillance de la prison de Forest, Marc-Jan Ghyssels exprime son souhait d'appliquer de manière stricte l'arrêté du bourgmestre interdisant les trios de détenus en cellule. En effet, les conditions carcérales sont décrites par les travailleurs de terrains comme dangereuses et risquées pour l'intégrité physique des détenus, des visiteurs et des personnes travaillant dans la prison. La surcapacité de la prison était évaluée à 65%.
Pour faire appliquer cet arrêté et poser un geste fort, il n'a ainsi pas hésité à placer des policiers devant les portes de la prison, empêchant l'arrivée de détenus supplémentaires à la prison de Forest. Marc-Jean Ghyssels a déclaré : "Il en va de responsabilité de bourgmestre. J’ai rencontré la ministre de la Justice et je comprends les difficultés auxquelles elle va être confrontée. nous inviterons les nouveaux arrivants à se diriger vers un autre établissement pénitentiaire".

### Autres évènements marquants
En 2018, deux crises majeures traversent la commune alors que Marc-Jean Ghyssels en est le bourgmestre. La première crise, politique, oppose les autorités communales au président du CPAS (Stephane Roberti - Ecolo) lorsque celui-ci est secoué d'accusation de faux et conduit à une mise sous tutelle régionale du CPAS forestois.
La deuxième crise oppose les autorités communales et des parents d'élèves à la suite de faits présumés d'attouchements sur mineur dans l'école communale des Sept Bonniers. En effet, en novembre 2017, une élève de l'école s'est plainte auprès de ses parents d'actes qui semblaient abusifs au retour d'une classe verte en région liégeoise. Les faits ont été pris au sérieux tant par les parents que par les autorités communales et une enquête a été ouverte. Le parquet de Bruxelles demande cependant aux parents comme aux autorités communales de rester discret afin de ne pas nuire à l'enquête en cours. En février 2018, les parents d'élèves apprennent l'existence de l'enquête en cours. Ils critiquent alors vivement l'absence de communication des autorités communales quant aux risques encourus lors d'un conseil communal sous haute tension. Ils reprochent principalement le départ d'un deuxième groupe d'enfant vers le même centre de loisir, et ce malgré le risque connu des autorités communales. Le bourgmestre comprend l'incompréhension et la crainte des parents et justifiera ce départ : "Nous avons été informés des faits la veille du départ. En accord avec la police et le parquet, nous avons convenu de maintenir les enfants dans le lieu de vacances, mais avec instruction de ne jamais quitter les enfants. Comme les faits se seraient déroulés pendant la classe verte, une fois les enfants rentrés à Bruxelles, on considère qu'ils sont hors de danger. La direction a alors mis en place avec le PMS (centre psycho-médico-social) et des psychologues des opérations de surveillance pour être attentif au comportement des enfants. On le fait discrètement parce qu'on n'a pas d'élément hormis le dépôt d'une plainte mais sans aucun détail, parce que les parents de la victime nous ont demandé d'être discrets et parce que le parquet nous a demandé de ne pas communiquer afin de ne pas compromettre le déroulement de l'enquête. Nous, ils nous apparaît que communiquer en ayant des éléments incomplets serait de nature à provoquer une grande panique".
Le 18 décembre 2020, la Chambre du conseil a prononcé un non-lieu en raison d'absence d'infraction et du fait qu'aucun suspect n'a pu être identifié.
À la suite de cette affaire, Marc-Jean Ghyssels a exprimé son intention d'interpeller le ministre de la justice, Koen Geens (CD&V), quant aux règles de communication en application lors d'une enquête en cours afin d'autoriser un meilleur accès aux informations aux parents des avancées d'une enquête en cours dans le milieu scolaire.

### Proposition d'ordonnance pour rétablir le cumul des mandats
En novembre 2024, Marc-Jean Ghyssels dépose une proposition d'ordonnance au Parlement Bruxellois, qui vise à rétablir la possibilité de cumuler un mandat de député régional avec celui de bourgmestre ou échevin dans la Région de Bruxelles-Capitale, un cumul rendu illégal sous la dernière législature. Cela concerne au premier plan le PS Ahmed Laaouej et les MR David Leisterh et Vincent De Wolf, trois députés parmi d’autres contraints de faire un choix : être député ou bourgmestre. Cette proposition d'ordonnance est très vivement critiquée par plusieurs partis. D'après les opposants à cette proposition, celle-ci "permettait surtout à certains de garder au chaud leur mandat communal, le temps d’occuper une fonction de député, et de la retrouver ensuite au besoin. Une manière de préserver ses arrières, qui est un très mauvais signal pour les citoyens". De même, le chef du groupe Défi au parlement bruxellois, Jonathan de Patoul, qualifie la démarche socialiste de « malhonnêteté crasse pour la démocratie et les citoyens » et déplore que « Les vieux démons du PS, avec la complicité du MR, ressurgissent. On fabrique une loi taillée sur mesure pour permettre aux petits copains qui ont toujours cumulé de… continuer à cumuler. Alors qu’il faudrait passer la deuxième pour enfin commencer à négocier, la future majorité trouve le temps de s’arranger pour des intérêts personnels ». De son côté, François De Smet, ancien président de Défi, a dénoncé un « scandale absolu ». Devant le manque de soutien, Marc-Jean Ghyssels est contraint de demander finalement le report de son texte, ce qui est jugé par la RTBF comme "un fameux camouflet pour le PS".

## Fonctions politiques
- 1990-2000 : Échevin des travaux, de l'urbanisme et de l’environnement, à Forest (PRL)
- 2001- : Conseiller communal et de police à Forest (PS)
- 2012-2018 : Bourgmestre de Forest (PS)
- 2014- : Député régional bruxellois (PS)
- 2004-2014 : Président du Centre Européen de Fruits et Légumes[25]
- 2014 & 2017 : Président et membre du Collège de police de la zone de police locale Midi[26]

## Décoration
- Chevalier de l'ordre de Léopold (2024)[27].